# Teatr Falkoshow
Uzasadnienie: zbędne mnożenie bytów
Teatr Falkoshow (Teatr Animacji Falkoshow) – teatr animacji wystawiający spektakle teatru plastycznego i teatru formy, kierujący swe produkcje do dzieci oraz dorosłych.

## Historia
Teatr Falkoshow powstał w 2009 roku z inicjatywy Krzysztofa Falkowskiego. Pierwszy spektakl – FALKOSHOW. Iluzja marionetki został stworzony przy wsparciu Ministra Kultury i Dziedzictwa Narodowego. Widowisko to jest połączeniem tradycyjnej formy teatru marionetkowego i współczesnej popkultury. Wyjątkowo wykonane marionetki - ze względu na szczegółowość budowy - są także przedmiotem warsztatów. Marionetki i ich twórca gościły w 2009 roku w Londynie, gdzie uświetniały galę rozdania nagród fonograficznych Brit Award. Drugi spektakl O Szewczyku co Smoka Wawelskiego pokonał sięga do jednej z najważniejszych polskich legend oraz inspiruje się zabawą dzieci – bezpośrednio od takiej zabawy wywodzi się forma teatru stolikowego. Przedstawienie to spotkało się z ciepłym przyjęciem przez publiczność podczas takich wydarzeń jak Międzynarodowy Multimedialny Festiwal Sztuki Małopolska Karpaty OFFer, WERTEP Międzynarodowy Festiwal Teatralny i inne.
W styczniu 2011 roku miała miejsce premiera Zaczarowanego Kapturka - spektaklu opartego na klasycznej baśni i posługującego się równie klasyczną formą teatru pacynkowego. Jednak zarówno forma jak i treść przedstawienia mogą w niejednym widza zaskoczyć. 10 kwietnia 2011 podczas VII Międzynarodowego Festiwalu Solistów Lalkarzy w Łodzi miała miejsce prapremiera Historii starego kredensu. Punktem wyjścia dla przedstawienia był stary warszawski kredens, który zamienił się w niebanalną scenografię dla symbolicznej opowieści o rycerzach.
Z kolei w styczniu 2013 roku odbyła się premiera spektaklu Złota Ryba opartego na baśni spopularyzowanej przez Aleksandra Puszkina. Forma teatralna przedstawienia również odbiega od pozostałych. Jest to teatr-magnes. Ruchome obrazy poruszane są na planszach w niewidoczny dla małego widza sposób przez magnesy.

## Wydarzenia artystyczne, w których brał udział Teatr Falkoshow
- Gala brytyjskiego przemysłu fonograficznego Brit Award, Londyn 2009;
- Warsztaty dla Fundacji Braci Golec, Milówka 2009;
- Międzynarodowy Festiwal Teatrów Lalek "Katowice Dzieciom", Katowice 2010;
- XI Międzynarodowe Plenerowe Spotkania ze Sztuką, Żary 2010;
- FATiF, Festiwal Animacji Teatralnej i Filmowej, Rabka Zdrój 2010;
- ANIMO, Międzynarodowy Festiwal Miniatur Lalkowych, Kwidzyn 2010;
- Międzynarodowy Festiwal Artystów Ulicy Ulicznicy, Gliwice 2010;
- Nowy Sezon, Festiwal Kulturalnych Różności, Łomianki 2010;
- VI Święto Głupców – Ostatni Wiejscy Lalkarze, Warszawa 2011;
- Bajkowe Spotkania Teatralne, Żywiec 2011;
- XI Olsztyńska Trzydniówka Teatralna, Olsztyn 2011;
- III WERTEP Międzynarodowy Festiwal Teatralny, 2011;
- Carnaval Sztuk-Mistrzów, Lublin 2011;
- III Międzynarodowy Multimedialny Festiwal Sztuki Małopolska Karpaty OFFer, Nowy Sącz 2011;
- Międzynarodowy Festiwal Lalkowy Golden Dolphin, Varna (Bułgaria) 2011[2];
- ANIMA - Olsztyński Tydzień Teatrów Lalkowych, Olsztyn 2011.
- VII Międzynarodowy Festiwal Solistów Lalkarzy, Łódź, 2011;
- V Noc Teatrów, Kraków, 2011;
- IV WERTEP Międzynarodowy Festiwal Teatralny, Kleszczele 2012;
- Warsztaty dla Polonii na Węgrzech, Budapeszt 2012,
- XXI Prezentacje Teatrów Ulicznych – TURKOSTRADA, Turek 2013;